# Francesco Beneduce
Francesco Beneduce SJ (ur. 16 lipca 1956 w Grumo Nevano) – włoski duchowny katolicki, jezuita, biskup pomocniczy Neapolu od 2021.

## Życiorys

### Prezbiterat
Święcenia kapłańskie otrzymał 22 czerwca 1985 w zakonie jezuitów. Był m.in. pracownikiem krajowego sekretariatu Eucharystycznego Ruchu Młodych, rektorem rzymskiego Instytutu Massimiliano Massimo, wiceprowincjałem oraz rektorem seminarium w Neapolu.

### Episkopat
27 września 2021 papież Franciszek mianował go biskupem pomocniczym archidiecezji Neapolu, ze stolicą tytularną Gaudiaba. Sakry udzielił mu 31 października 2021 arcybiskup Domenico Battaglia.